# Forças Armadas Nacionais Chadianas
Forças Armadas Nacionais Chadianas (em francês:  Forces Armées Nationales Tchadienne, FANT) foram o exército do governo central do Chade a partir de janeiro de 1983, quando as forças do presidente Hissène Habré, em primeiro lugar seu pessoal das Forças Armadas do Norte (FAN), foram fundidas. Consistindo de cerca de 10.000 soldados na época, avolumaram-se com a assimilação das antigas Forças Armadas Chadianas (FAT) e dos rebeldes codos do sul e, em 1986, com a adição dos soldados do Governo de União Nacional de Transição (GUNT) que se voltaram contra seus aliados líbios. Recém-equipada pela França e pelos Estados Unidos, as Forças Armadas Nacionais Chadianas expulsaram as tropas líbias de suas bases no norte do Chade em uma série de vitórias em 1987, durante a Guerra dos Toyota; mas dissolveriam-se derrotadas pelo Movimento Patriótico de Salvação (MPS) conduzido por Idriss Déby, que conquistou a capital N'Djamena no dia 2 de dezembro de 1990.